# Videojoc Shoot 'em up
Els Shoot'em up, coneguts popularment com a "marcianets" (també abreviat com a shmup o STG) són un tipus de videojoc d'acció consistents a controlar un jugador (guerrer, nau espacial o similar) que ha de sobreviure a l'atac massiu d'enemics mentre els dispara i mata, usualment esquivant obstacles. Posen a prova l'habilitat, la rapidesa de reflexos i la coordinació del jugador, que ha de moure el personatge per la pantalla fins que rep prou impactes com per quedar eliminat. A banda de la supervivència, pot haver-hi una trama més complexa, com rescatar un aliat o enamorada o bé acomplir una missió, però aquest argument és només el marc per a l'acció constant, d'un ritme ràpid i de creixent dificultat segons avancen els nivells o temps de joc. Els enemics poden incloure un boss o cap final que marqui el canvi de fase.
Els shoot'em up són videojocs clàssics que han gaudit de molta popularitat, com per exemple el precursor Space Invaders. Altres jocs d'èxit han estat Fantasy Zone, Ikari Warriors i Parodius. Van néixer a les màquines recreatives i després van passar als ordinadors i consoles. Un dels que va ser dissenyat ja solament per a maquinari domèstic fou 3D Tanx (1982).